# Caput medusae
Caput medusae är ett symtom som uppstår vid skrumplever och yttrar sig i dilaterade vener.

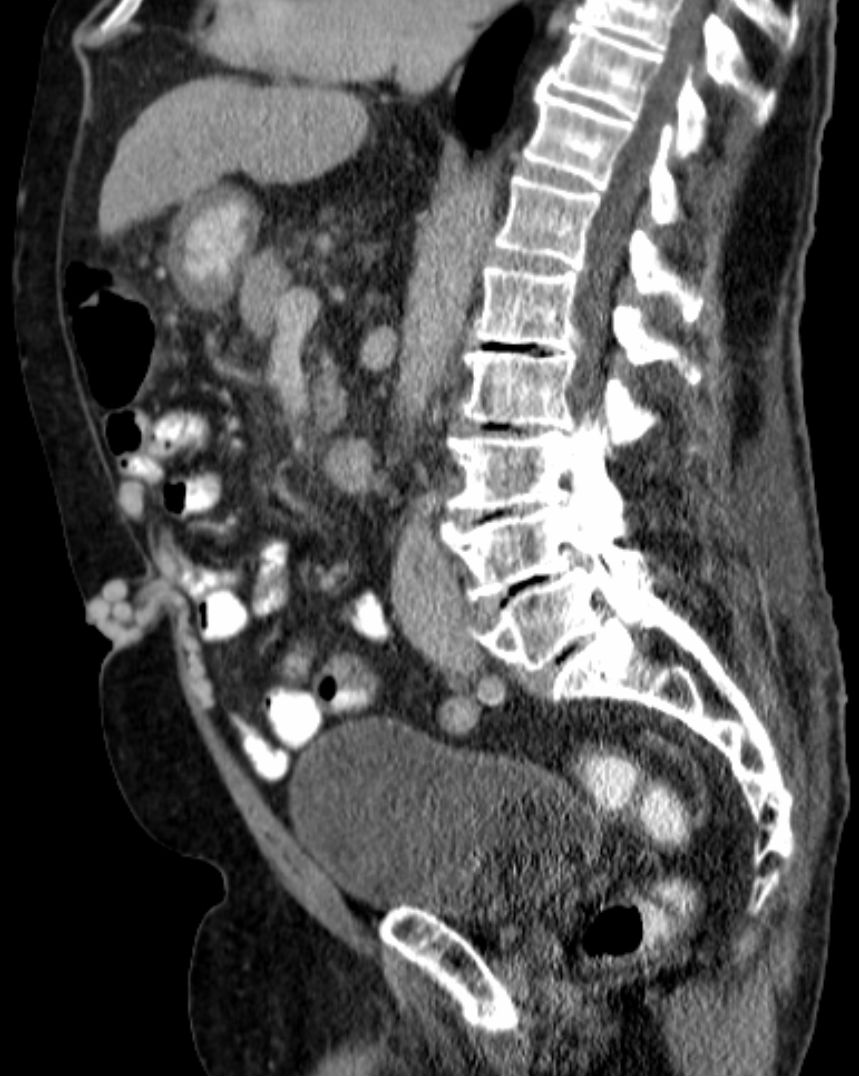
Caput Medusae i datortomografi: Det är lätt att se hur de förstorade venerna buktar ut genom naveln.

## Mekanism
Skrumplever orsakar ett avvikande blodflödesmönster. Detta leder till hypertoni i portådern. Det ökade trycket överförs till kollaterala vener som dilateras, och således kan man se caput medusae i form av ytliga vener på buken.